# Vânătorii de microbi

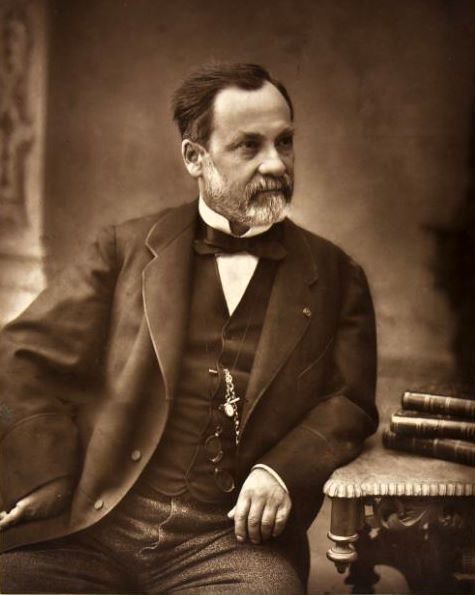
Louis Pasteur, descoperitorul vaccinului împotriva turbării

Vânătorii de microbi (titlul original în engleză Microbe Hunters) este o carte memorabilă scrisă de Paul de Kruif și publicată în anul 1926, care are ca subiect istoria marilor descoperiri din microbiologie.
Autorul a tratat marile descoperiri precum  marile aventuri. Narațiunea cărții se constituie într-un film palpitant, plin de mișcare, complicații și primejdii al vieții unor mari descoperitori de microbi. Descrierea zbuciumului acestora în lupta cu primejdiile naturii reprezentate de către ființele microscopice care provocă bolile începe de la Antoni van Leeuwenhoek, pentru a trece apoi la biografiile lui Lazzaro Spallanzani, Louis Pasteur, Robert Koch, Émile Roux, Emil Adolf von Behring, Ilia Ilici Mecinikov, Theobald Smith, David Bruce, Ronald Ross, Giovanni Battista Grassi, Walter Reed și Paul Ehrlich.
Cu un temperament de artist, de Kruif a descris în carte, pas cu pas, înaintarea acestora pe un câmp de război la început necunoscut. A rezultat astfel o carte care a inspirat cel puțin una, dacă nu mai multe generații de tineri microbiologi în devenire, iar stilul de scriere științifică al autorului a servit adesea ca model de urmat ulterior.

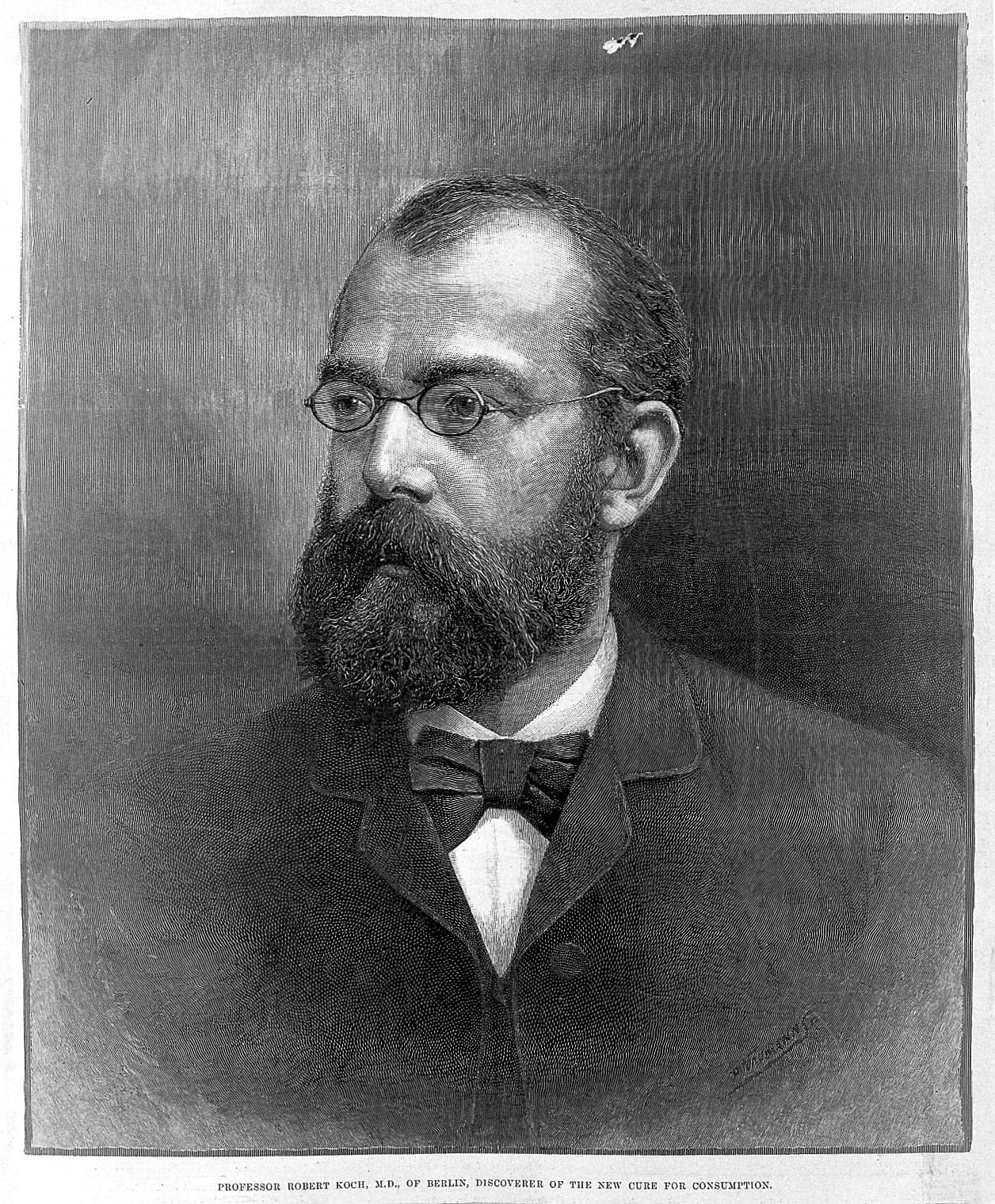
Robert Koch, descoperitorul bacilului care-i poartă numele

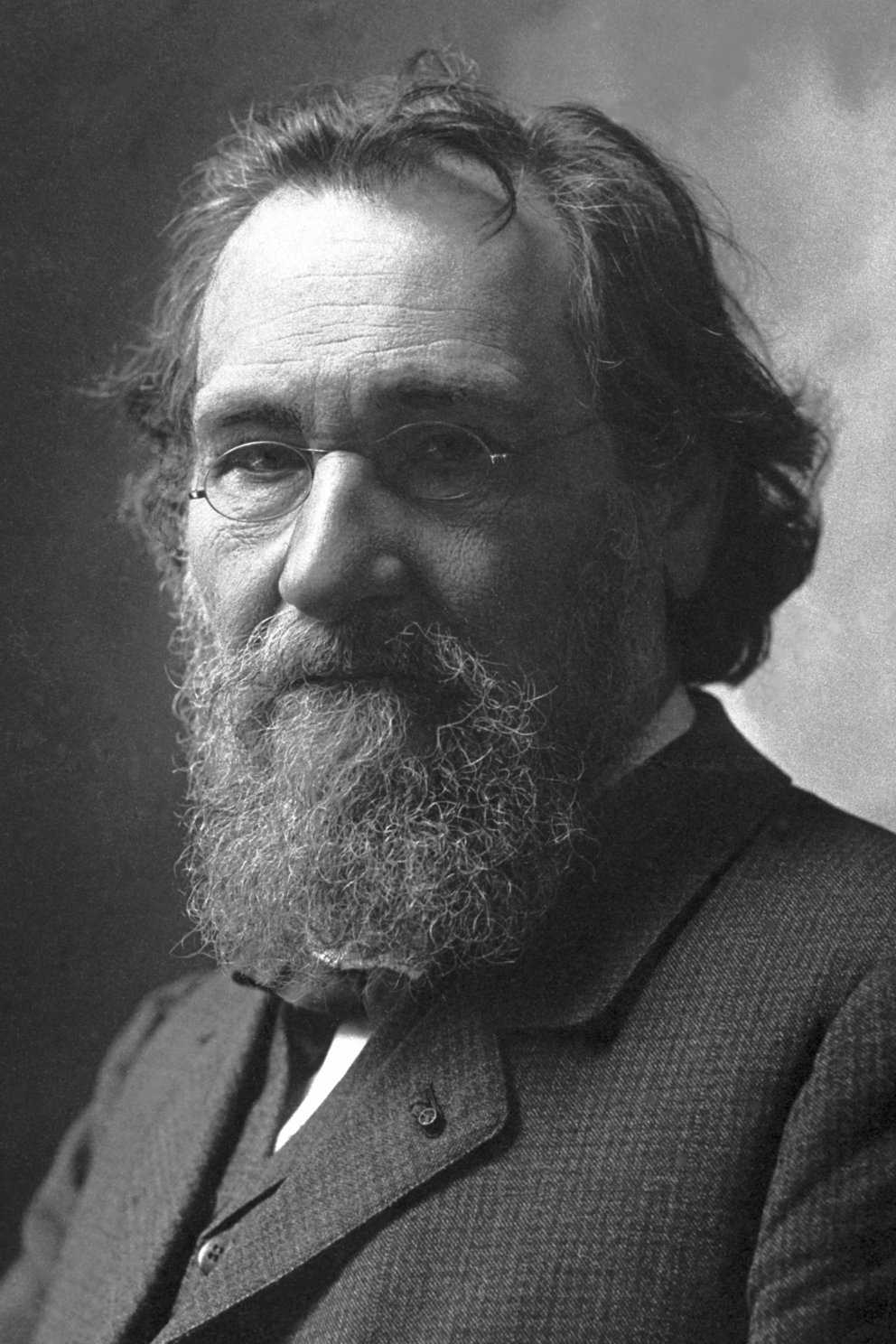
Ilia Ilici Mecinikov, descoperitorul fagocitozei

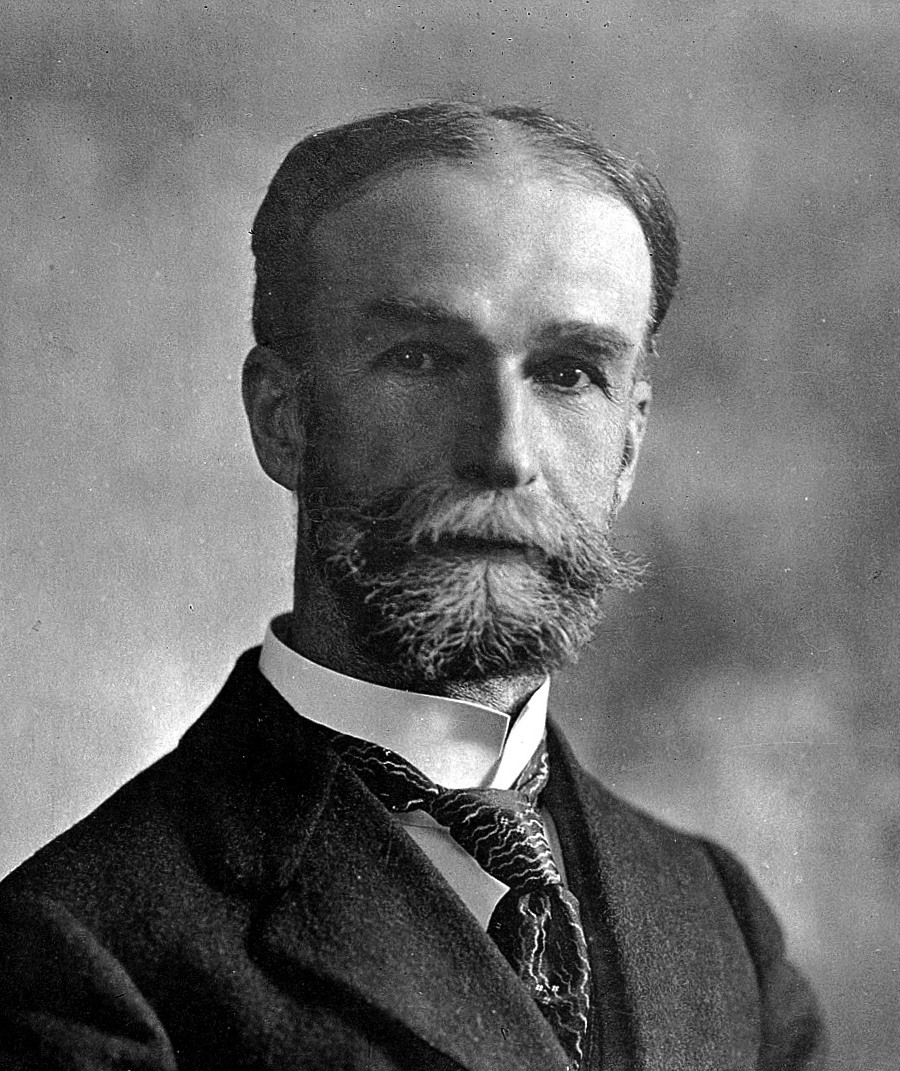
Theobald Smith, cu contribuții la epidemiologia febrei de Texas

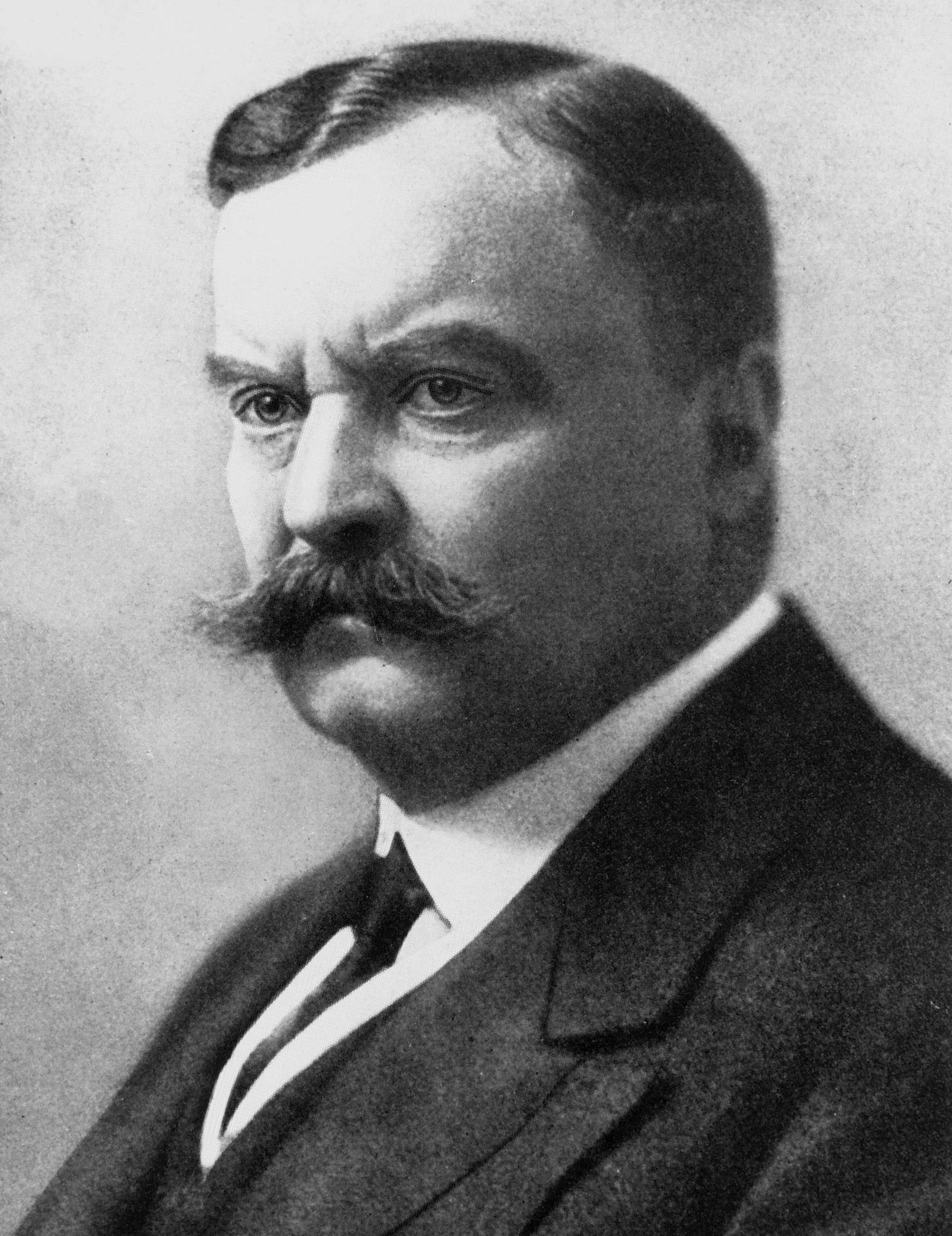
David Bruce, al cărui nume a fost luat de bruceloză și de Trypanosoma brucei

Criticile cele mai consistente care au vizat cartea încă de la început au avut legătură cu faptul că textul suferă în unele părți ale sale de lipsă de obiectivitate istorică.

## Structură
Cartea este alcătuită din 12 povestiri care au ca subiect 12 evenimente majore din istoria microbiologiei:[A]
- Antony Leeuwenhoek – Primul vânător de microbi:[6] observațiile sale asupra animaculelor („animalele mici“)[1]
- Lazzaro Spallanzani – Microbii trebuie să aibă părinți ![6]
- Louis Pasteur – Microbii sunt o primejdie ![6]
- Robert Koch – În luptă cu moartea[6]
- Louis Pasteur – ...și câinele turbat[6]
- Roux și Behring – Masacrul cobailor[6]
- Ilia Ilici Mecinikov – Drăguțele fagocite[6]
- Theobald Smith – Căpușele și febra de Texas[6]
- David Bruce – Pe urmele muștei țețe[6]
- Ross contra Grassi – Lupta împotriva malariei[6]
- Walter Reed – În interesul științei și pentru umanitate ![6]
- Paul Ehrlich – Glontele magic:[6] descoperirea Salvarsanului, primul agent chimioterapic specific antimicrobian[1]

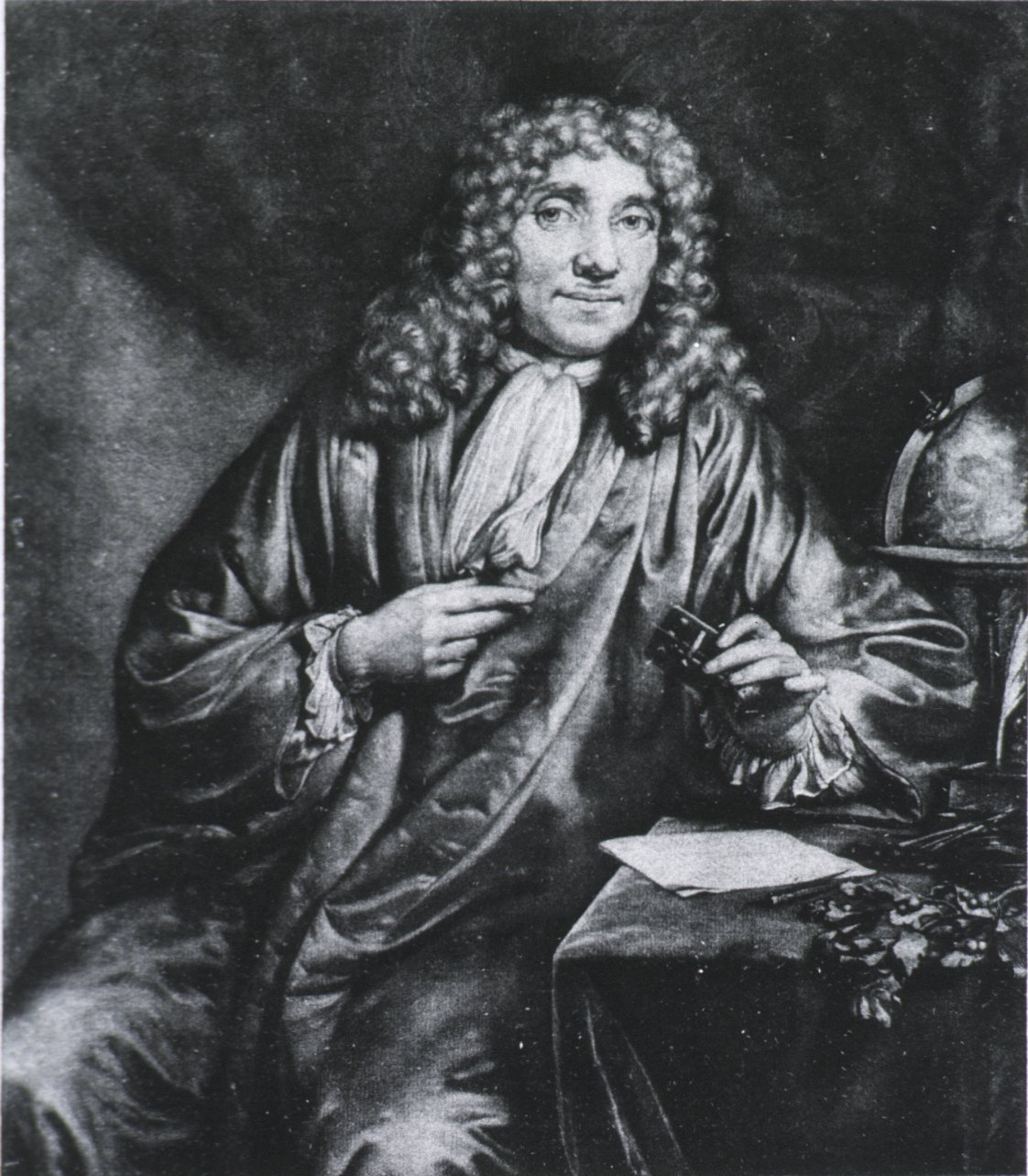
Anton van Leeuwenhoek, unul dintre pionierii folosirii microscopului
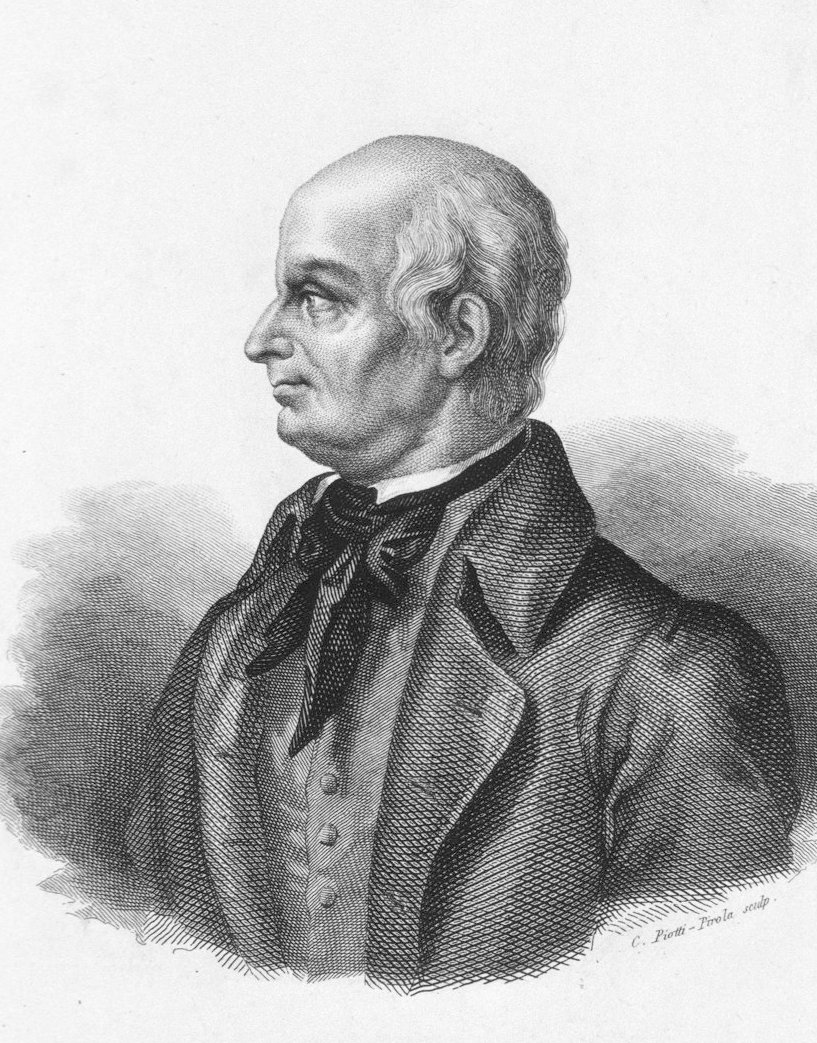
Lazzaro Spallanzani, cel care a infirmat teoria generației spontane
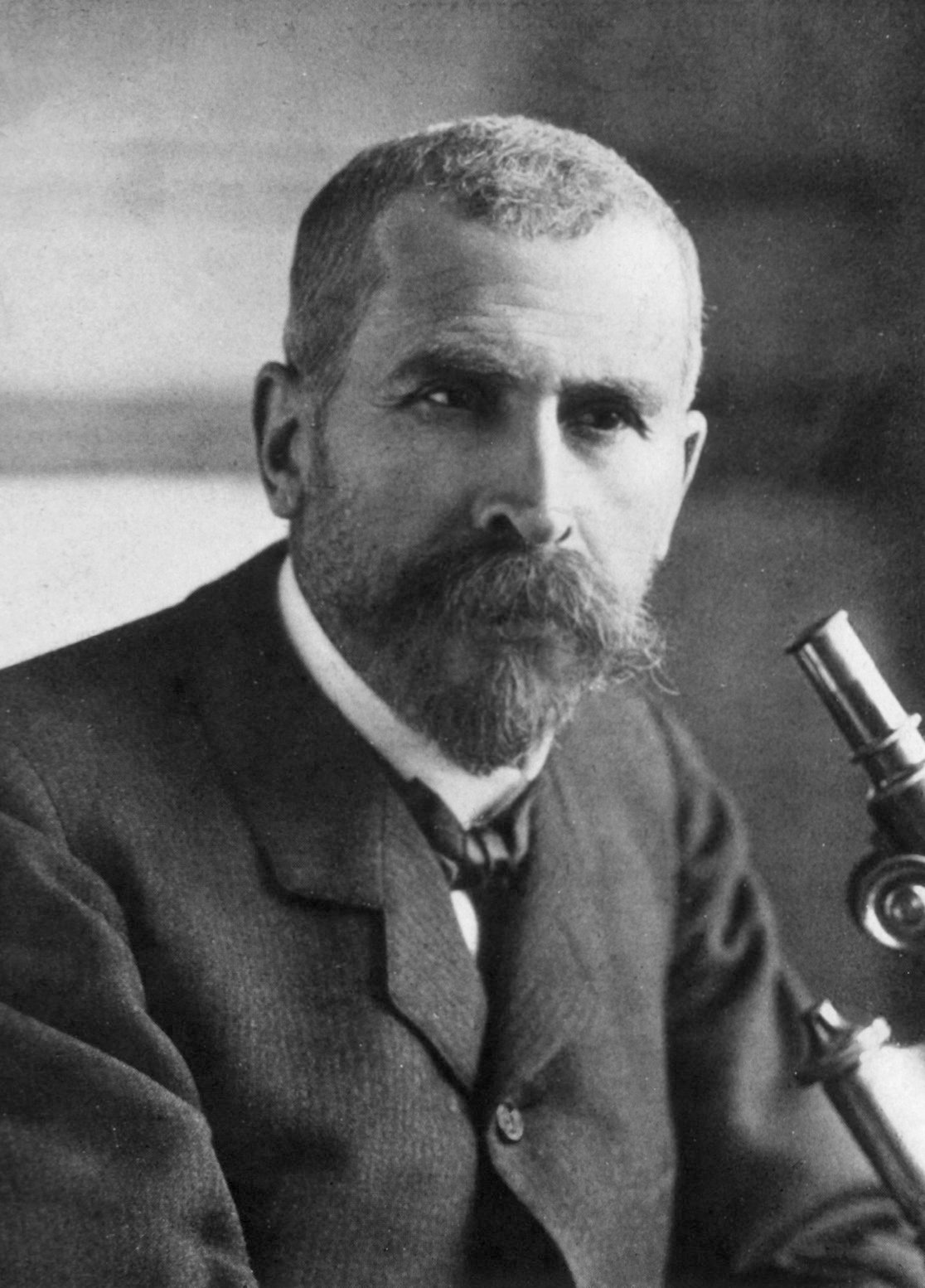
Émile Roux, un luptător împotriva difteriei
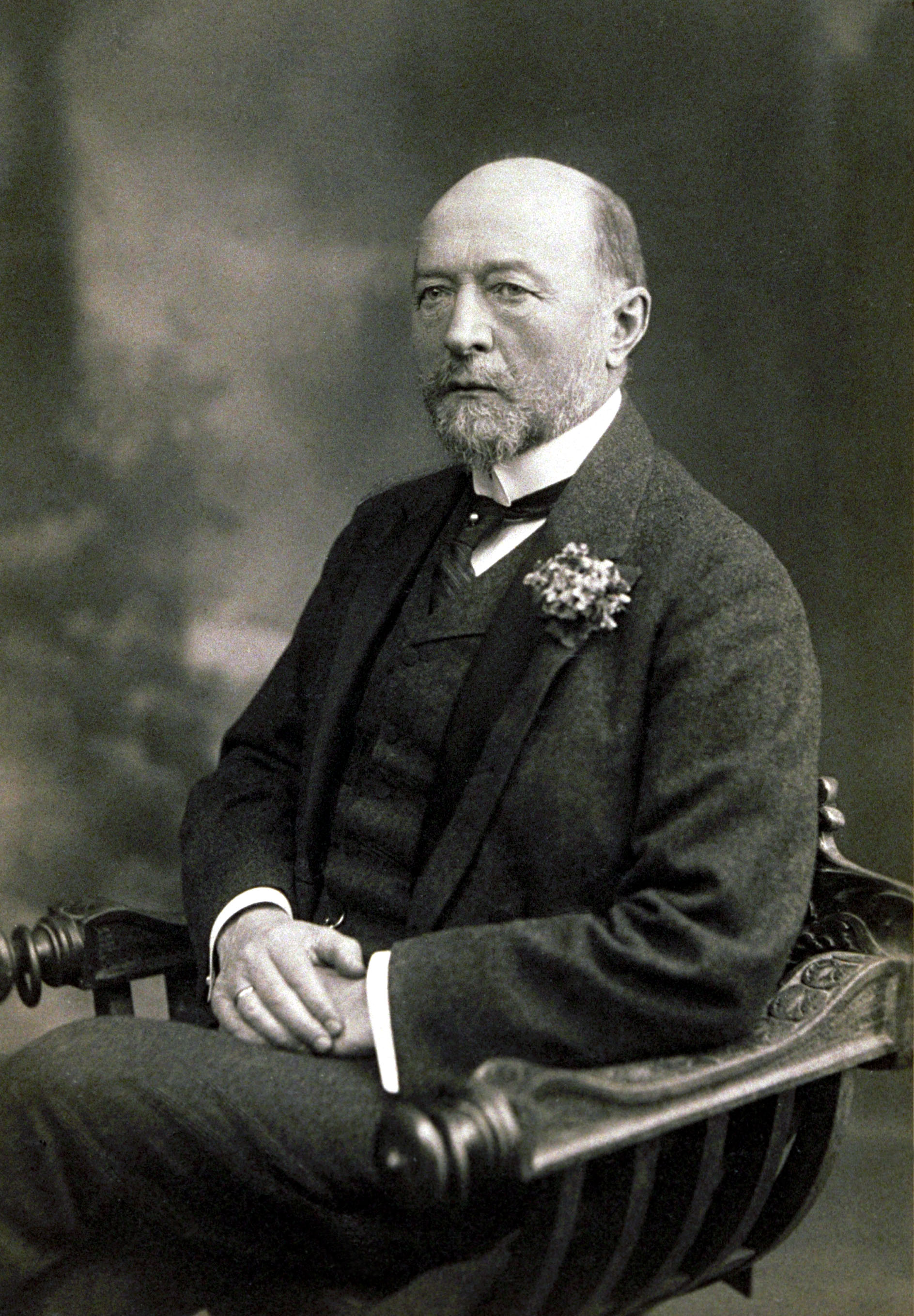
Emil von Behring, descoperitorul antitoxinei difterice

## Origine și publicare
Ideea cărții s-a dezvoltat în mintea lui de Kruif timp de câțiva ani, după ce acestuia i-a apărut într-o după-amiază în laborator Jules Bordet, coleg cu acesta la Institutul Rockfeller. Bordet, venit să stea de vorbă la scurt timp după ce fusese distins cu Premiul Nobel, i-ar fi spus:
„-„Stilul tău de scriere științifică este neîntinat. Ar trebui să te gândești să scrii un roman despre microbi. Mi se pare că simți despre ei că sunt un subiect atât pentru știință, cât și pentru un roman.””
De Kruif a prins ideea din zbor, dar a trebuit mai apoi să se lupte cu detaliile.
„„Cum ar putea micuțul Jules Bordet să știe”, a scris mai târziu de Kruif în memoriile sale, „de dificultățile acestui stil nedezvoltat încă și nedescoperit de a scrie?””
Cartea a apărut la New York sub ediția Harcourt, Brace and Company în 1926, având 363 de pagini și prețul de 3,50 $. Ilustrațiile primei ediții au fost rare și de calitate nu foarte bună, spre diferență de calitatea tipăririi și aspectul general al cărții care au fost excelente.
Dintre cei 13 protagoniști ai povestirilor, mai trăiau la data publicării primei ediții doar patru: Smith, Roux, Bruce și Ross.

## Analiză și aprecieri critice
Cartea este o succesiune de povestiri despre succes: cercetări geniale, investigații incisive, personalități eroice. De multe ori poveștile debutează în mijlocul cercetării, într-un punct critic al dramei. Firul narativ se desfășoară pas cu pas, fiind asociat cu o dezvoltare în paralel a personajelor umane. Accentul este pus pe calitățile personale ale savanților, în contrast cu abordările convenționale, care de cele mai multe ori tind să sublinieze ideile și conținutul conceptual al evenimentelor.
Narațiunea este interesantă și spumoasă, autorul fiind interesat în primul rând de caracterul epic al relatărilor. Proza abundă în semne de exclamare și se citește cu sufletul la gură. Pentru a aduce cititorul în miezul povestirii, naratorul adesea i se adresează direct cu observații sau comparații cu timpurile moderne. Deși titlul sugerează o temă sportivă, autorul face apel la metafore militare: lupte, generali, trupe și hărțuieli.
Obiectivitatea istorică cu care autorul a abordat subiectele – ale căror expuneri au caracterul unor dramatizări extinse susținute de dialoguri fictive cu privire la subiectele în cauză, este contestată, deși nu există o unanimitate de păreri în acest sens. Cu toate că textele par rezultatul unor cercetări atente, înfloriturile și exagerările dau acestora un caracter hagiografic, reflectând în fapt perspectiva eroică pe care autorul a avut-o asupra domeniului său.[B] Deoarece acesta a fost convins de capacitatea științei de a rezolva problemele de sănătate ale indivizilor și de valoarea mesajului public că atacul împotriva germenilor va duce la eradicarea bolilor infecțioase, Vânătorii de microbi a fost scrisă cu fervoarea unui talentat și entuziast credincios adevărat. Cartea a devenit astfel un exemplu semnificativ al perspectivei cvasi-ideologice și cvasi-religioase asupra științei[C] de la începutul secolului al XX-lea.[D] Edward S. Gloub a caracterizat mai târziu cartea ca fiind „incredibil de populară și uimitor de incorectă”.

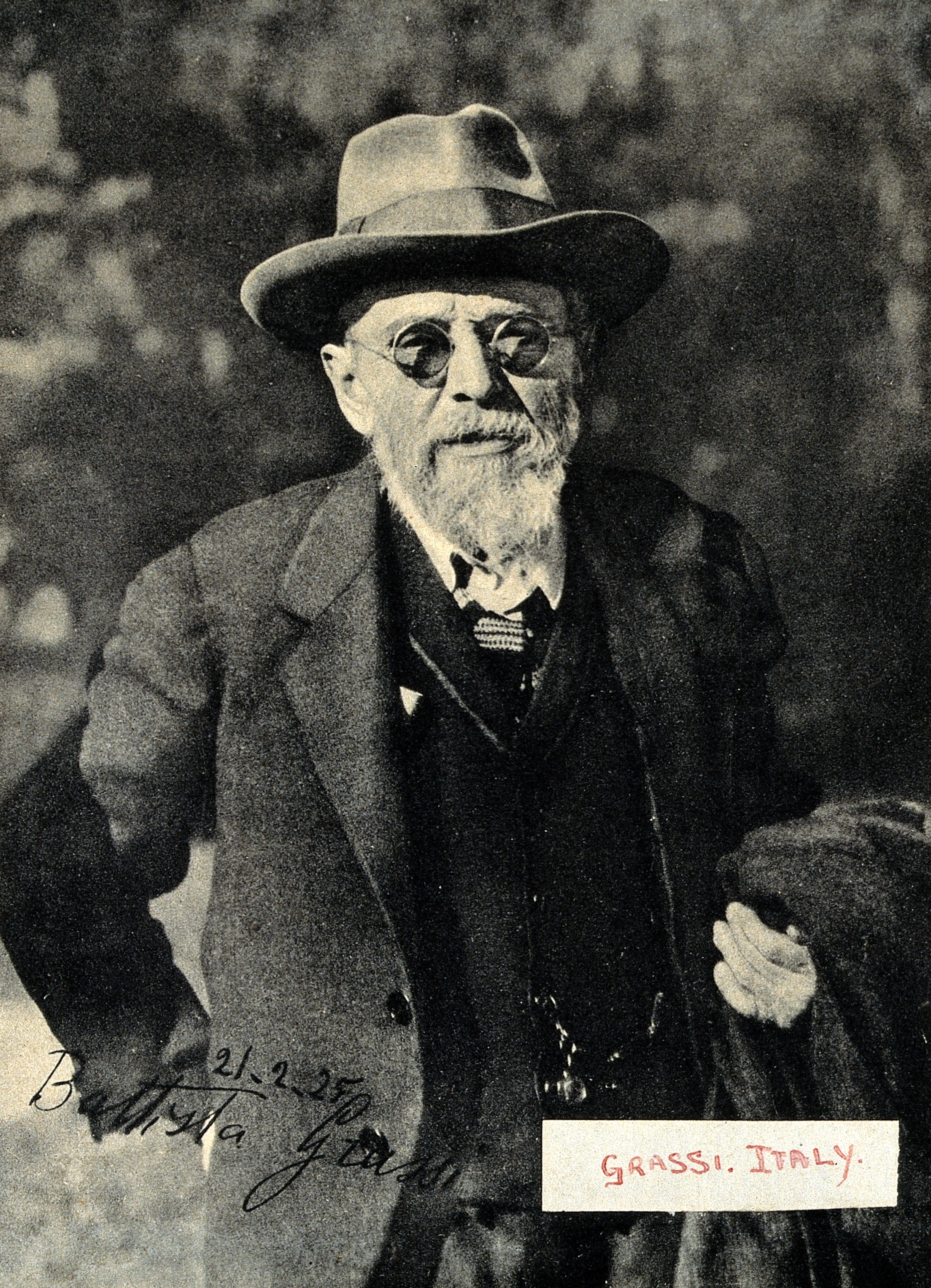
Giovanni Battista Grassi, care și-a legat numele de malarie
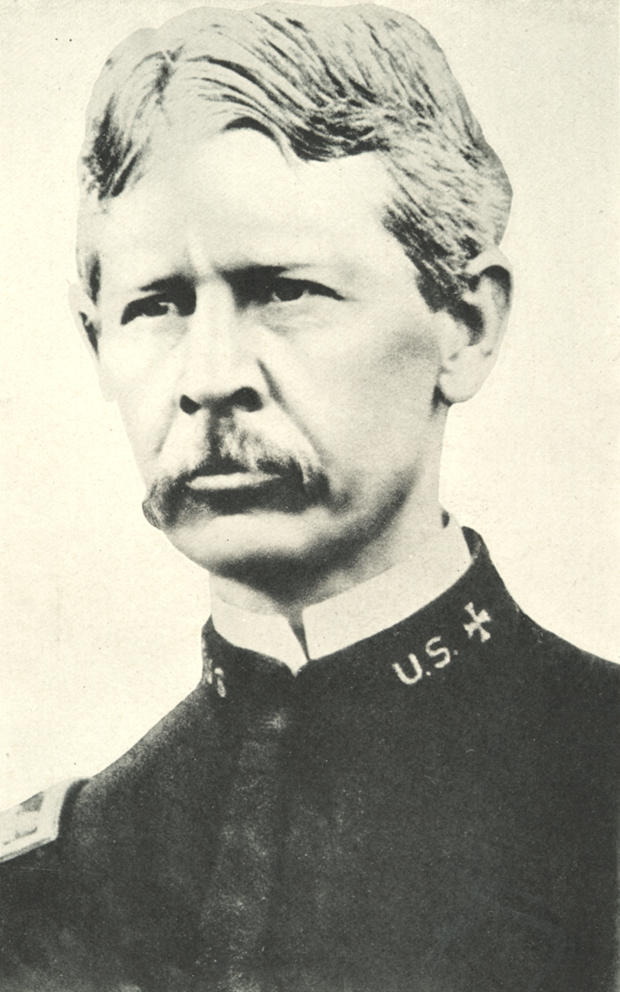
Walter Reed, cu cercetări esențiale în ceea ce privește febra galbenă
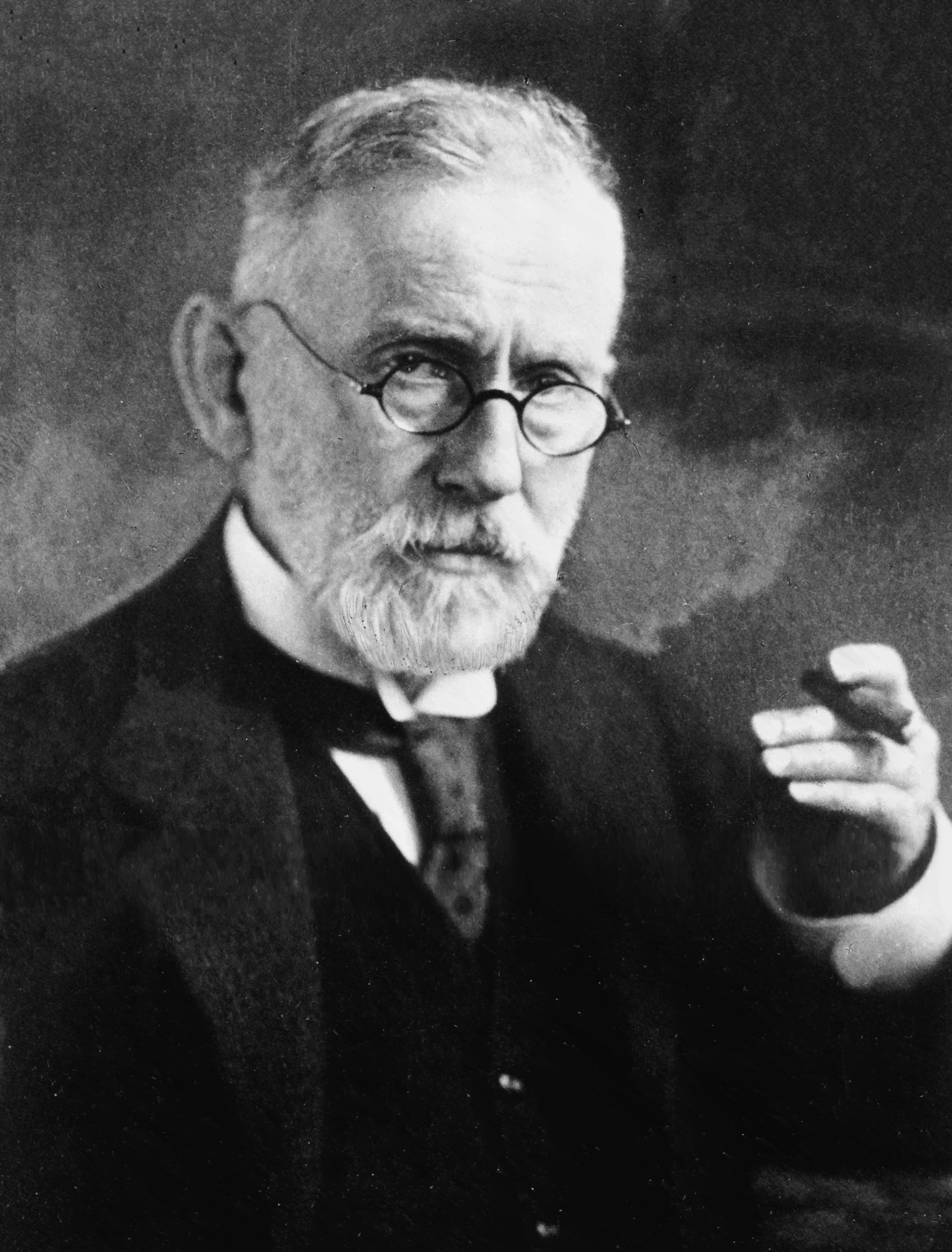
Paul Ehrlich, descoperitorul „glontelui magic” împotriva sifilisului

## Recepție
Este cartea cea mai cunoscută a lui de Kruif și a fost un best-seller. În 1936 vânzările atinseseră deja aproximativ o jumătate de milion de exemplare, un număr uimitor pentru o carte de non-ficțiune, în special pentru perioada Marii Crize Economice și pentru cea interbelică. Până în 1998 cartea fusese vândută în milioane de exemplare.  În secolul al XXI-lea cartea mai este încă tipărită. Succesul fenomenal al Vânătorilor de microbi a reprezentat mai târziu platforma de pe care de Kruif și-a desfășurat ulterior cruciada sa pentru sănătate.
Cei mai mulți dintre microbiologi – într-un moment sau în altul - au citit cartea lui de Kruif.

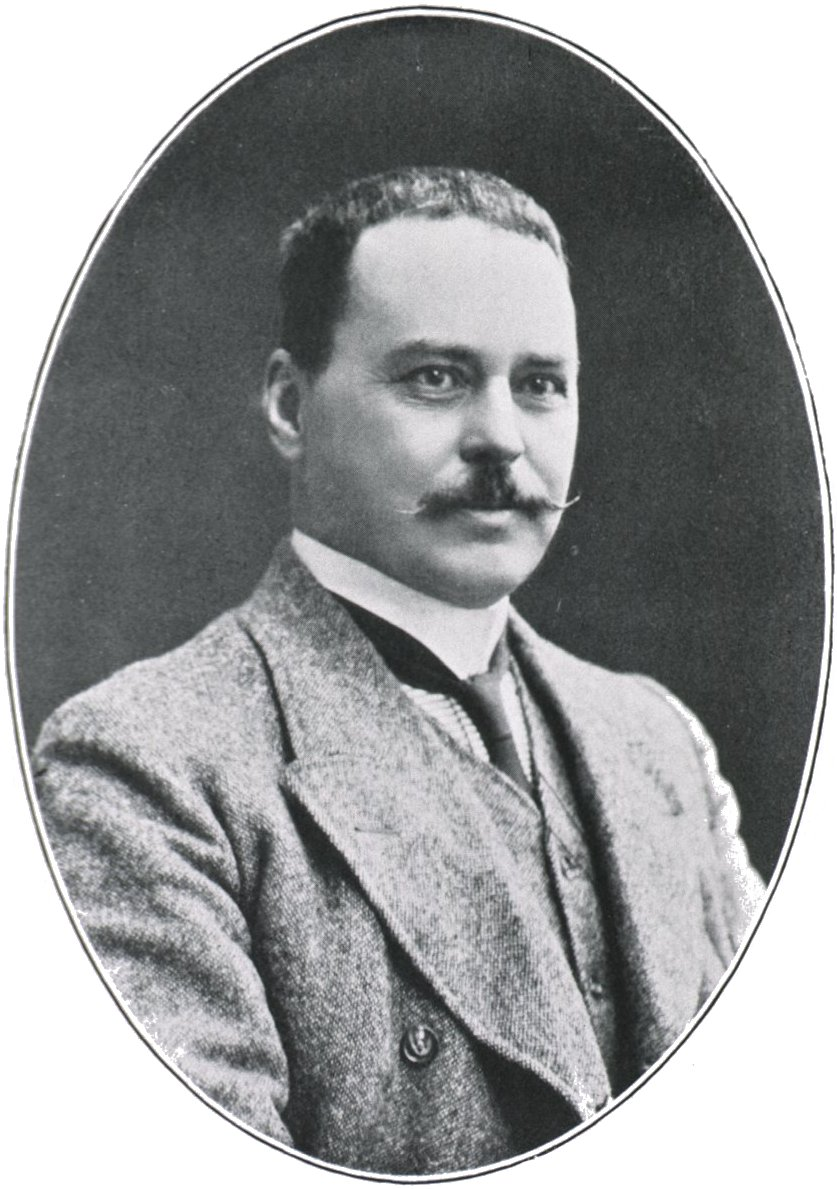
Ronald Ross a reușit să împiedice publicarea în Anglia a capitolului care-l are ca protagonist

## Traduceri
Până în anul 1998, cartea fusese tradusă în cel puțin 18 limbi din Europa și Asia.
În limba română cartea fost tradusă de către Lucian Valeriu Bologa și Lia Dima și a fost publicată în anul 1938 la Editura Lepage din Cluj. Ediția respectivă a inclus și biografiile lui Victor Babeș și Ioan Cantacuzino.
O altă ediție a fost publicată în anul 1969 la Editura Tineretului în Colecția Lyceum.

## Influență
În România, datorită influenței cărții lui de Kruif, profesorul Radu Iftimovici împreună cu mentorul său Nicolae Cajal au publicat în anul 1961 cartea Lumea virusurilor, reluată sub titlul Din istoria luptei cu microbii și virusurile în 1964.
Două capitole ale cărții au inspirat două filme premiate, produse la Hollywood, și o piesă de teatru de succes jucată pe Broadway. Capitolul despre febra galbenă a stat la baza piesei „Jack cel galben”, care a fost ulterior turnată ca film, de  Kruif fiind co-autor al acesteia, împreună cu dramaturgul american Sidney Howard. Capitolul despre Paul Ehrlich a fost sursă de inspirație pentru „Dr. Erlich și Glontele magic”, care a rulat pe ecrane în timpul celui de-al Doilea Război Mondial, avându-l ca protagonist pe Edward G. Robinson.
„Indiferent de erorile cărții lui de Kruif, proza sa a impresionat milioane de oameni și a influențat două generații de oameni de știință în devenire. Ar fi excesiv să se spună că proza sa plină de pasiune a schimbat lumea, măcar un pic. Totuși, ea a încercat să facă așa ceva.”—John G. Simmons